# Eb/N0

Tasso di errore bit (BER) vs curve per diversi metodi di modulazione digitale ne sono un esempio di applicazione comune. In questo caso si presuppone un canale AWGN.

Nella trasmissione digitale dei dati, {\displaystyle E_{b}/N_{0}} (rapporto energia per bit/densità spettrale potenza rumore) è una misura del rapporto segnale/rumore (SNR) normalizzato, nota anche come "SNR per bit". È particolarmente utile quando si confrontano le prestazioni del tasso di errore di bit (BER) di diversi schemi di modulazione digitale senza tenere conto della larghezza di banda.
{\displaystyle E_{b}} è l'energia del segnale associata a ciascun bit di dati trasmessi; è uguale alla potenza del segnale divisa per il bit rate (non il symbol rate del canale). Dato che la potenza del segnale è in watt e la velocità è in bit al secondo, {\displaystyle E_{b}} è misurata in joule (watt-secondo). {\displaystyle N_{0}} è la densità spettrale di potenza del rumore, con la potenza del rumore in un 1Hz di larghezza di banda, misurata anch'essa in joule.
Avendo {\displaystyle E_{b}} e {\displaystyle N_{0}} la stessa unità di misura, il rapporto {\displaystyle E_{b}/N_{0}} è adimensionale ed è spesso espresso in decibel. {\displaystyle E_{b}/N_{0}} indica direttamente l'efficienza energetica del sistema indipendentemente dal tipo di modulazione, dalla codifica di correzione degli errori o dalla larghezza di banda del segnale (incluso qualsiasi uso dello spread spectrum). Ciò evita anche qualsiasi confusione su quale delle diverse definizioni di "larghezza di banda" applicare al segnale.
Ma quando la larghezza di banda del segnale è ben definita, {\displaystyle E_{b}/N_{0}} è anche uguale al rapporto segnale-rumore (SNR) in quella larghezza di banda diviso per l' efficienza spettrale del link "lordo" in bit/s⋅Hz, dove con i bit, in questo contesto, ci si riferisce nuovamente ai bit di dati trasmessi, indipendentemente dalla correzione dell'errore e dal tipo di modulazione. 
{\displaystyle E_{b}/N_{0}} deve essere utilizzato con cautela su canali con interferenze limitate poiché il rumore bianco additivo (con densità di rumore costante {\displaystyle N_{0}}) è assunto a priori e l'interferenza non è sempre simile al rumore. Nei sistemi a spread spectrum (ad esempio CDMA), l'interferenza è sufficientemente simile al rumore da poter essere rappresentata come {\displaystyle I_{0}} e aggiunto al rumore termico {\displaystyle N_{0}} per produrre il rapporto complessivo {\displaystyle E_{b}/(N_{0}+I_{0})}.

## Relazione con il rapporto portante/rumore
{\displaystyle E_{b}/N_{0}} è strettamente correlato al rapporto portante/rumore (CNR o {\displaystyle {\frac {C}{N}}}), ovvero il rapporto segnale/rumore (SNR) del segnale ricevuto, dopo il filtro del ricevitore ma prima del rilevamento:
{\displaystyle {\frac {C}{N}}={\frac {E_{\text{b}}}{N_{0}}}{\frac {f_{\text{b}}}{B}}}
Dove{\displaystyle f_{b}} è la velocità dati del canale (bit rate netto) e B è la larghezza di banda del canale.
L'espressione equivalente in forma logaritmica (dB):
{\displaystyle {\text{CNR}}_{\text{dB}}=10\log _{10}\left({\frac {E_{\text{b}}}{N_{0}}}\right)+10\log _{10}\left({\frac {f_{\text{b}}}{B}}\right)}
Si deve prestare attenzione al fatto che, a volte, la potenza del rumore è indicata con {\displaystyle N_{0}/2} quando si considerano frequenze negative e segnali in banda base equivalenti a valori complessi anziché segnali in banda passante e, in tal caso, ci sarà una differenza di 3 dB.

## Relazione conEs/N0
{\displaystyle E_{b}/N_{0}} può essere visto come una misura normalizzata dell'energia per simbolo rispetto alla densità spettrale della potenza del rumore ({\displaystyle E_{s}/N_{0}}):
{\displaystyle {\frac {E_{b}}{N_{0}}}={\frac {E_{\text{s}}}{\rho N_{0}}}}
Dove {\displaystyle E_{s}} è l'energia per simbolo in joule e ρ è l' efficienza spettrale nominale in (bit/s)/Hz.  {\displaystyle E_{s}/N_{0}} è anche comunemente usato nell'analisi degli schemi di modulazione digitale. I due quozienti sono legati tra loro nel modo seguente:
{\displaystyle {\frac {E_{\text{s}}}{N_{0}}}={\frac {E_{\text{b}}}{N_{0}}}\log _{2}(M)}
dove M è il numero di simboli di modulazione alternativi, ad es {\displaystyle M=4} per QPSK e {\displaystyle M=8} per 8PSK.
Questa è l'energia per bit, non l'energia per bit di informazione.
{\displaystyle E_{s}/N_{0}} può essere ulteriormente espresso come:
{\displaystyle {\frac {E_{\text{s}}}{N_{0}}}={\frac {C}{N}}{\frac {B}{f_{\text{s}}}}}
Dove:
- {\displaystyle {\frac {C}{N}}} è il rapporto portante-rumore o rapporto segnale-rumore,
- B è la larghezza di banda del canale in hertz,
- {\displaystyle f_{s}} è la velocità dei simboli in baud o simboli al secondo.

## Limite di Shannon
Il teorema di Shannon-Hartley afferma che il limite della velocità di informazione affidabile (velocità di dati esclusi i codici di correzione degli errori) di un canale dipende dalla larghezza di banda e dal rapporto segnale-rumore secondo:
{\displaystyle I<B\log _{2}\left(1+{\frac {S}{N}}\right)}
Dove:
- I è la velocità di informazione in bit al secondo esclusi i codici di correzione degli errori,
- B è la larghezza di banda del canale in hertz,
- S è la potenza totale del segnale (equivalente alla potenza della portante C),
- N è la potenza di rumore totale nella larghezza di banda.

Questa equazione può essere utilizzata per stabilire un limite {\displaystyle E_{b}/N_{0}} per qualsiasi sistema che raggiunga una comunicazione affidabile, considerando un bit rate lordo R pari al bit rate netto I e quindi un'energia media per bit di {\displaystyle E_{b}=S/R}, con densità spettrale del rumore pari a {\displaystyle N_{0}=N/B}. Per questo calcolo è consuetudine definire un tasso normalizzato {\displaystyle R_{l}=R/(2B)}, un parametro di utilizzo della larghezza di banda di bit al secondo per mezzo hertz o bit per dimensione (un segnale di larghezza di banda B può essere codificato con {\displaystyle 2B} dimensioni, secondo il teorema del campionamento di Nyquist-Shannon). Facendo le opportune sostituzioni, il limite di Shannon è:
{\displaystyle {R \over B}=2R_{l}<\log _{2}\left(1+2R_{l}{\frac {E_{\text{b}}}{N_{0}}}\right)}
Il che può essere risolto per vincolare il limite di Shannon {\displaystyle E_{b}/N_{0}}:
{\displaystyle {\frac {E_{\text{b}}}{N_{0}}}>{\frac {2^{2R_{l}}-1}{2R_{l}}}}
Quando la velocità dei dati è ridotta rispetto alla larghezza di banda, è così {\displaystyle R_{l}} è vicino allo zero, il limite, talvolta chiamato limite ultimo di Shannon,  è:
{\displaystyle {\frac {E_{\text{b}}}{N_{0}}}>\ln(2)}che corrisponde a −1,59 dB.
Questo limite spesso citato di -1,59 dB si applica solo al caso teorico di larghezza di banda infinita. Il limite di Shannon per i segnali a larghezza di banda finita è sempre più elevato.

## Tasso di cutoff
Per ogni dato sistema di codifica e decodifica esiste quello che è noto come tasso di cut-off {\displaystyle R_{0}}, tipicamente corrispondente ad an {\displaystyle E_{b}/N_{0}} circa 2 dB sopra il limite di capacità di Shannon. Il tasso di interruzione veniva considerato come il limite sui codici pratici di correzione degli errori senza un aumento illimitato della complessità di elaborazione, ma è stato reso in gran parte obsoleto dalla scoperta più recente dei codici turbo e del controllo di parità a bassa densità (codici LDPC).